# Puente de Génave
Puente de Génave è un comune spagnolo di 2 048 abitanti situato nella comunità autonoma dell'Andalusia.

## Geografia fisica
Il comune è attraversato dal Guadalimar.